# Australia ai Giochi della XXIV Olimpiade
L'Australia partecipò ai Giochi della XXIV Olimpiade, svoltisi a Seul, Corea del Sud, dal 17 settembre al 2 ottobre 1988, con una delegazione di 252 atleti impegnati in ventiquattro discipline.

## Risultati

### Pallanuoto
| Atleta | Classifica |                      |
| --- | --- | -------------------- |
| V · D · M Nazionale maschile australiana di pallanuoto · Giochi olimpici - Seul 1988 1 Townsend · 2 Pengelley · 3 Harrison · 4 Stockwell · 5 Wightman · 6 Kerr · 7 Mayers · 8 Clark · 9 Fox · 10 Wybrow · 11 Asher · 12 Taylor · 13 Cameron · CT : Tom Hoad | 8° |                      |
| Nazionale maschile australiana di pallanuoto · Giochi olimpici - Seul 1988 | |                      |
| 1 Townsend · 2 Pengelley · 3 Harrison · 4 Stockwell · 5 Wightman · 6 Kerr · 7 Mayers · 8 Clark · 9 Fox · 10 Wybrow · 11 Asher · 12 Taylor · 13 Cameron · CT: Tom Hoad                                                                                       | 1 Townsend · 2 Pengelley · 3 Harrison · 4 Stockwell · 5 Wightman · 6 Kerr · 7 Mayers · 8 Clark · 9 Fox · 10 Wybrow · 11 Asher · 12 Taylor · 13 Cameron · CT: Tom Hoad | Australia (bandiera) |